# White Swan
White Swan is een plaats (census-designated place) in de Amerikaanse staat Washington, en valt bestuurlijk gezien onder Yakima County.

## Demografie
Bij de volkstelling in 2000 werd het aantal inwoners vastgesteld op 3033.

## Geografie
Volgens het United States Census Bureau beslaat de plaats een oppervlakte van
267,6 km², geheel bestaande uit land. White Swan ligt op ongeveer 257 m boven zeeniveau.

## Plaatsen in de nabije omgeving
De onderstaande figuur toont nabijgelegen plaatsen in een straal van 24 km rond White Swan.